# Théâtre du Vrijthof
Le théâtre du Vrijthof est un théâtre situé sur le Vrijthof à Maastricht.

## Bâtiment
Le théâtre est situé dans la Generaalshuis, un hôtel particulier datant de 1805, situé sur le côté nord de la place.
L'entrée des artistes et l’aire de chargements se trouve sur Statenstraat. Le théâtre a ouvert au printemps 1992. Il remplaça le théâtre de la Bonbonnière et la Staarzaal, respectivement le théâtre municipal et la salle de concert de Maastricht.
Au sous-sol se trouvent les fondations calcaires du cloîtres des Sœurs Blanches. Les restes d'un palais datant de la période 800-1000 ont aussi été retrouvés. Des fouilles de 1988 ont permis la découverte de tuiles plates.
La restauration de l’hôtel particulier commença en 1985. Une salle de spectacle a été construite derrière celle-ci dès décembre 1989 selon les plans de l'architecte Arno Meijs. En mars 1992, le Théâtre du Vrijthof a été officiellement inauguré.
La Papyruszaal, le grand auditorium dans le nouveau bâtiment, peut accueillir de 800 à 855 personnes. La plupart des spectacles ont lieu dans cette salle. Il y a aussi une autre salle plus petite, située au deuxième étage, qui peut accueillir jusqu'à 110 personnes.